# Verapamil
Verapamil är en kemisk förening med formeln C27H38N2O4. Ämnet är ett läkemedel ur gruppen kalciumantagonister och används mot hypertoni och kärlkramp.
Biotillgängligheten är 35,1%.

## Identifikatorer
ATC-kod C08DA01 

PubChem 2520 

ChemSpiderID 2425 

DrugBank APRD00335